# Губін Володимир Володимирович
Володимир Володимирович Губін (нар. 30 липня 1904, село Стара Нелідовка Бєлгородського повіту Курської губернії, тепер Бєлгородської області, Російська Федерація — 24 серпня 1972, місто Пенза, Російська Федерація) — радянський діяч органів держбезпеки, генерал-лейтенант, начальник УНКВС по Горьковській, Ярославській, Кемеровській областях, нарком внутрішніх справ АРСР Німців Поволжя, міністр внутрішніх справ і голова КДБ Казахської РСР, начальник УКДБ по Пензенській області. Член бюро ЦК Компартії Казахстану (1952—1959). Депутат Верховної Ради СРСР 1—4-го скликань (1941—1958).

## Біографія
Народився в селянській родині. У 1914 році закінчив сільську школу в селі Стара Нелідовка Бєлгородського повіту.
У червні 1915 — жовтні 1916 року — наймит у заможних селян у Старій Нелідовці. У жовтні 1916 — вересні 1917 року — прибиральник у приватній перукарні в Харкові. У вересні 1917 року повернувся в рідне село, де знову наймитував, а з жовтня 1919 по січень 1921 року працював в господарстві мачухи.
У січні 1921 — лютому 1923 року — чорнороб служби шляху станції Харків Південної залізниці.
У лютому — грудні 1923 року — секретар Старо-Нелідовської сільської ради.
У грудні 1923 — січні 1930 року — чорнороб, столяр на заводі «Серп і молот» в Харкові. У 1925 році вступив до комсомолу.
Член ВКП(б) з листопада 1927 року.
У 1929 році закінчив радпартшколу в Харкові.
З січня 1930 по березень 1931 року — завідувач організаційно-масового відділу комітету комсомолу (ЛКСМУ) і завідувач культвідділу завкому заводу «Серп і молот» в Харкові.
З березня 1931 по лютий 1932 року — член президії Всеукраїнського комітету Спілки робітників сільськогосподарського машинобудування, завідувач організаційно-масового відділу. З лютого 1932 по травень 1933 року —- завідувач організаційно-масового відділу Харківської обласної ради профспілок.
З травня 1933 по лютий 1935 року — завідувач агітаційно-масового відділу, завідувач організаційного відділу, заступник відповідального секретаря Миропільского районного комітету КП(б)У Харківської області.
З лютого 1935 по серпень 1936 року навчався на курсах марксизму-ленінізму при ЦК КП(б) України.
У серпні 1936 — травні 1937 року — інструктор Харківського обласного комітету КП(б)У.
У травні 1937 — травні 1938 року — 1-й секретар Покровсько-Багачанського районного комітету КП(б)У Харківської (Полтавської) області.
У травні — грудні 1938 року — інструктор Полтавського обласного комітету КП(б)У.
З 15 грудня 1938 року — в органах внутрішніх справ і державної безпеки. Закінчив місячні курси підготовки оперативних працівників при Вищій школі НКВС.
З 27 січня по 2 жовтня 1939 року — заступник начальника Управління НКВС по Горьковській області, з 2 жовтня 1939 по 7 квітня 1940 року — тимчасово виконувач обов'язків начальника Управління НКВС по Горьковській області, а з 7 квітня 1940 по 26 лютого 1941 року — начальник Управління НКВС по Горьковській області. З 26 лютого по 31 липня 1941 року — начальник Управління НКДБ по Горьковській області.
З 31 липня по 28 серпня 1941 року — народний комісар внутрішніх справ АРСР Німців Поволжя. Був останнім наркомом внутрішніх справ цієї автономної республіки.
З 26 вересня 1941 року по 14 лютого 1948 року — начальник Управління НКВС (з 1946 року — Управління МВС) по Ярославській області. За завданням НКВС СРСР у лютому 1942 року перебував у відрядженні на Калінінському фронті для закидання партизанського загону в тил ворога. У липні — жовтні 1945 року виїжджав у відрядження до окупованої Німеччини, служив начальником оперсектора НКВС землі Мекленбург —Західна Померанія.
З 14 лютого 1948 по 16 лютого 1951 року — начальник Управління МВС СРСР по Кемеровській області.
З 16 лютого 1951 по 4 серпня 1954 року — міністр внутрішніх справ Казахської РСР.
З 4 серпня 1954 по 20 травня 1959 року — голова КДБ при Раді Міністрів Казахської РСР.
З липня 1959 по 12 грудня 1963 року — начальник управління КДБ при РМ СРСР по Пензенській області.
25 січня 1964 року був звільнений з лав КДБ СРСР у відставку через хворобу.
Після виходу на пенсію мешкав у місті Пензі, займався громадською діяльністю. Був головою Пензенської обласної комісії сприяння Радянському фонду миру і членом Президії Пензенського обласного Комітету захисту миру, завідувачем позаштатного відділу Пензенського обласного Комітету народного контролю.
Похований на одній з центральних алей Новозахідного цвинтаря міста Пензи.

## Звання
- старший лейтенант державної безпеки (21.02.1939)
- капітан державної безпеки (9.05.1939)
- майор державної безпеки (14.03.1940)
- полковник державної безпеки (14.02.1943)
- комісар державної безпеки (14.12.1943)
- генерал-майор (9.07.1945)
- генерал-лейтенант (9.01.1957)

## Нагороди
- три ордени Трудового Червоного Прапора (1.01.1945, 1.10.1945, 11.01.1957)
- два ордени Вітчизняної війни І ст. (16.09.1945, 24.08.1949)
- два ордени Червоної Зірки (20.09.1943,)
- орден «Знак Пошани» (26.04.1940)
- медаль «За оборону Москви» (1944)
- медаль «За оборону Ленінграда» (1943)
- медаль «За перемогу над Німеччиною у Великій Вітчизняній війні 1941—1945 рр.» (1945)
- ювілейна медаль «30 років Радянської Армії і Флоту» (22.02.1948)
- чотири інші медалі
- нагрудний знак «Почесний співробітник держбезпеки» (27.12.1957)